# Джабаш
Джаба́ш (устар. Джеба́ш; хак. Чабаш) — река в Хакасии, правый приток Абакана.
Протяжённость русла — 84 км, площадь водосбора — 2360 км². Специфически сложившаяся таёжная река с многочисленными отмелями и плёсами. Модуль стока для всего бассейна — 12 л/(с×км²).
Крупных населённых пунктов на берегах нет. Влияние человека на окружающую среду здесь минимально, кроме «следов», оставленных лесозаготовителями, длительное время сплавлявших по Джабашу древесину. После запрещения сплава река начала обретать свои естественные формы. В Джабаше водятся все характерные для бассейна Абакана виды речных рыб.

## Гидрология
Среднегодовой расход воды в 3 км от устья составляет 27,84 м³/с. Среднемесячные расходы воды (данные наблюдений с 1947 по 1993 год):
| Средний расход воды (м³/с) реки Джабаш по месяцам с 1947 по 1993 гг. (замеры производились на гидрологическом посту Джебаш) |

## Притоки
| Название                   | Расстояние от устья | Длина | Положение |
| -------------------------- | ------------------- | ----- | --------- |
| Чехан                      | 16                  | 62    | левый     |
| Джамбик                    | 39                  | 11    | правый    |
| Уртень                     | 43                  | 38    | левый     |
| Пирикджабаш (Бирик-Джебаш) | 52                  | 17    | левый     |
| Сарыгсук (Сары-Сук)        | 54                  | 25    | правый    |
| ручей Айлансуг (Айлан-Сук) | 60                  | 10    | левый     |